# Avatjiskajabugten
Avatjiskajabugten er en bugt i Stillehavet ved det sydøstlige Kamtjatka i Rusland. Den er 24 km lang og 3 km bred (ved mundingen) og har en maksimumsdybde på 26 m. Avatjiskajafloden munder ud i bugten. Havnebyen Petropavlovsk-Kamtjatskij og den lukkede by Viljutjinsk ligger ved bugtens kyst.
Bugten er stor nok til, at alle skibe kan gå ind i den, når den er isfri; den er dog frosset om vinteren. Den blev kortlagt i 1830'erne af den russiske kaptajn Mizjail Tebenkov.
52°56′N 158°36′Ø / 52.933°N 158.600°Ø